# Campeonato Cearense Série B
Il Campeonato Cearense Segunda Divisão è il secondo livello calcistico nello stato del Ceará, in Brasile.

## Stagione 2023
- Crateús (Crateús)
- Crato (Crato)
- Floresta (Fortaleza)
- Guarany de Sobral (Sobral)
- Horizonte (Horizonte)
- Icasa (Juazeiro do Norte)
- Itapipoca (Itapipoca)
- Pacatuba (Pacatuba)
- Tiradentes (Fortaleza)
- Tirol (Fortaleza)

## Titoli per squadra
| Squadra             | Città             | Titoli |
| ------------------- | ----------------- | ------ |
| Guarany de Sobral   | Sobral            | 4      |
| Guarani de Juazeiro | Juazeiro do Norte | 3      |
| Icasa               | Juazeiro do Norte | 3      |
| Horizonte           | Horizonte         | 2      |
| Itapipoca           | Itapipoca         | 2      |
| Maracanã            | Maracanaú         | 2      |
| Tiradentes          | Fortaleza         | 2      |
| AD Limoeiro         | Limoeiro do Norte | 2      |
| Quixadá             | Quixadá           | 1      |
| Iguatu              | Iguatu            | 1      |
| Itapajé             | Itapajé           | 1      |
| Uniclinic           | Fortaleza         | 1      |
| São Benedito        | São Benedito      | 1      |
| Trairiense          | Trairi            | 1      |
| Olavo Bilac         | Fortaleza         | 1      |
| EC Limoeiro         | Limoeiro do Norte | 1      |
| Alto Santo          | Alto Santo        | 1      |
| Barbalha            | Barbalha          | 1      |
| Caucaia             | Caucaia           | 1      |